# Phrymaceae
Phrymaceae, biljna porodica u redu medićolike koja obuhvaća 16 rodova (unutar 5 tribus) sa svih kontinenata osim Europe, u koju su uvezene neke vrste roda Erythranthe

## Opis
Postoji preeko 220 vrsta jednogodišnjeg raslinja, trajnica, polugrmova i grmova. List: nasuprotan, jednostavan, uglavnom cijeli ili nazubljen; listića (stipule) 0. Cvat: klas, grozd ili metlica, ili cvjetovi po 1--2 u pazušcima. Cvijet: dvospolni; čaška radijalna ili +- dvostrana, cijev duga, općenito rebrasta, režnjeva 5; vjenčić općenito dvostran, općenito 2-usna, gornja [1]2-režnjevita, donja 3-režnjevita; prašnici 4 u 2 para, epipetalni, uključeni ili izbačeni; tučak 1, jajnik gornji, komore 1--2, placente parietalne ili osovinske, stil 1, režnjevi stigme 2, ravni, savijaju se zajedno na dodir. Plod: općenito čahura, općenito elipsoidan, lokulicidan [nerazvijen, s 1 sjemenkom].

## Rodovi
1. Phrymaceae
  1. Tribus Mimuleae Dumort.
    1. Mimulus L. (7 spp.)
    2. Thyridia W.R.Barker & Beardsley (1 sp.)
    3. Microcarpaea R.Br. (2 spp.)
    4. Uvedalia R.Br. (2 spp.)
    5. Peplidium Delile (4 spp.)
    6. Elacholoma F.Muell. & Tate (2 spp.)
    7. Glossostigma Wight & Arn. (6 spp.)
    8. Bythophyton Hook.f. (1 sp.)
    9. Mimulicalyx P.C.Tsoong (1 sp.)

  2. Tribus Cyrtandromoeeae Bo Li, Bing Liu, Su Liu & Y.H.Tan
    1. Cyrtandromoea Zoll. (13 spp.)

  3. Tribus Phrymeae Hogg
    1. Phryma L. (3 spp.)

  4. Tribus Diplaceae Bo Li, Bing Liu, Su Liu & Y.H.Tan
    1. Diplacus Nutt. (50 spp.)

  5. Tribus Leucocarpeae Conzatti
    1. Hemichaena Benth. (5 spp.)
    2. Mimetanthe Greene (1 sp.)
    3. Leucocarpus D. Don (1 sp.)
    4. Erythranthe Spach (132 spp.)